# Andrena sigiella
Andrena sigiella är en biart som beskrevs av Gusenleitner 1998. Andrena sigiella ingår i släktet sandbin, och familjen grävbin. Inga underarter finns listade i Catalogue of Life.